# District historique de Valmora Sanatorium
Le district historique de Valmora Sanatorium, ou Valmora Sanatorium Historic District en anglais, est un district historique américain dans le comté de Mora, au Nouveau-Mexique. Composé de bâtiments construits à compter de 1910, il comprend par exemple un hôpital dont l'architecture mélange le style Mission Revival et le style Pueblo Revival. Il est inscrit au Registre national des lieux historiques depuis le 23 mars 1995.